# おとななじみ
『おとななじみ』は、中原アヤによる漫画作品。『Cocohana』（集英社）2019年5月号から2021年12月号まで連載された。その後、同誌2022年1月号掲載の同じ作者による漫画『狼に鈴』に『おとななじみ』番外編が掲載され､『狼に鈴』第1巻に収録された。
幼なじみのまま大人になった青山春と春を想い続ける加賀屋楓の思うように進展しない恋愛模様を描く。
2023年5月12日に実写映画版が公開された。

## あらすじ
加賀屋楓と青山春（ハル）はふたりとも24歳。実家が隣で親同士も仲が良く、幼稚園から高校までずっと一緒の幼なじみ。就職を機に一人暮らしを始めたハルが心配で、楓はアパートのハルの隣の部屋に住んでいる。
楓は子どもの頃からずっとハルのことを想っているが、掃除洗濯など、細やかにハルの世話をしているうちに、ハルの鈍感さもあって「母ちゃん」などと言われ出し、なかなか恋愛に進展しない。
だが、楓に何かあれば、ハルは騎士となって楓を守ろうとする。ハルを諦めようと付き合い始めた会社の上司が既婚者ということが発覚しても楓にしつこく迫ってきた時は楓を引き離し、楓が仕事で白菜の発注ミスをした時も懸命に手伝っている。
そんな中、ハルが上司のセクハラから助けた女性・立花恵がハルに夢中になり積極的に迫ってきたり、幼なじみの蓮見伊織が真剣に楓に交際を申し込んできたりして、楓を取り巻く恋愛模様が大きく動き始める。

## 登場人物

### 主要人物
加賀屋楓（かがや かえで）
24歳。お弁当屋「よつばDELI」で正社員として働いている。ハルとは幼なじみ。実家が隣で幼稚園から高校までずっと一緒。
就職で一人暮らしを始め､ハルと同じアパートの隣の部屋に住んでいる。昔からハルのことを一途に想っている。
青山春（あおやま はる）/ ハル
24歳。無職。後に「GOROホームセンター」に販売員として勤務。
楓の店の唐揚げが高校時代からずっと大好物。部屋で飼っているはちわれ猫の「さぶちゃん」を大事にしている。
恋愛については超鈍感だが、純粋で正義感が強い。楓に何かあれば騎士的存在となって楓を守ろうとする。
蓮見伊織（はすみ いおり）
24歳。楓たちとは幼なじみ。天真爛漫なハルとは対照的にクールな性格。仕事もできるが、その性格のため誤解されることも多い。
カナダからの帰国子女で、小学校で優しく接してくれた学級委員の楓を好きになり、それ以来ずっと楓のことを想っている。
楓の気持ちに気付かず、幼なじみとしか見ないハルに呆れ、楓をちゃんと女として見れないのなら、俺が楓をもらうとハルに言い渡している。
小戸森美桜（こともり みお）
24歳。ネイリスト。押しが強くはっきりとした性格の女性。楓の幼なじみで良き相談相手。
店では客からのリクエストに丁寧に答え、客からの評判もいいが、店長からは時間のかけ過ぎなどと言われ意見が合わない。
小学校の時に帰国子女の転校生・伊織が期待外れの外見で、落胆のあまり「帰国デブ」と言ったため、それ以来確執が生じている。

### 楓の関係者
楓の父
ちょっと頼りなくて、さみしがり屋で泣き虫。
楓が中学生の頃、妻が亡くなった時に大泣きしたため、楓は泣くタイミングを失っている。
楓の祖母
海外に住んでいたが、息子（楓の父親）が頼りなくて、楓の母が亡くなった後、世話をしている楓がストレスで倒れたため、戻ってきている。
西脇（にしわき）
楓の働くお弁当屋の雇われ店長。楓とは仲が良く信頼している。
男性エリアマネージャー
楓の職場の上司で､初めての彼氏。既婚者であることを隠して楓と付き合っており､彼の妻から楓が不倫を責められ､別れると妻に告げる。
だが、後からバレなければ大丈夫などとしつこく迫っているところに春が「楓を守る騎士」だと現れ、楓を引き離す。
女性エリアマネージャー
男性エリアマネージャーの後任で楓の上司。髪型がシイタケに似ている。
楓に地区内店舗の個別売上データをまとめて比較売上データを作成し、売上改善分析をレポート提出するよう課題を出す。
レポートは伊織に手伝ってもらい提出しているが、楓に高評価をする。後に楓の働きぶりも見て、本社勤務を推薦している。

### ハルの関係者
ハルの母
楓と仲が良い。ハルが一人暮らしすると言った時、一人で暮らせるわけがないと反対しており、楓が一緒ならと納得している。
立花恵（たちばな めぐみ）
ゆるふわ系女子。ハルの会社のかっての同僚で、ハルがセクハラ上司から助けて以来、ハルに夢中になっている。
後に「GOROホームセンター」で再びハルの同僚として勤務。楓に「あなたに負ける気が全くしません」と言い放つ。
トメちゃん
高齢女性。ハルの勤務するホームセンターの客。
後に「ハニワホテル」のオーナーで、「GOROホームセンター」の社長ということが判明する。

### その他
蝶子（ちょうこ）
楓たちの行きつけの店の店長。楓、ハル、伊織、美桜の4人を「おさななじみーズ」と名付ける。

## 書誌情報
- 中原アヤ 『おとななじみ』 集英社 〈マーガレットコミックス〉、全8巻
  1. 2019年7月25日発売[5][6]、『Cocohana』2019年5月号[1] - 8月号、ISBN 978-4-08-844228-0
  2. 2019年12月25日発売[7]、『Cocohana』2019年9月号 - 12月号、ISBN 978-4-08-844285-3
  3. 2020年4月24日発売[8]、『Cocohana』2020年1月号 - 4月号、ISBN 978-4-08-844336-2
  4. 2020年8月25日発売[9]、『Cocohana』2020年5月号 - 8月号、ISBN 978-4-08-844372-0
  5. 2020年12月24日発売[10]、『Cocohana』2020年9月号 - 12月号、ISBN 978-4-08-844389-8
  6. 2021年4月23日発売[11]、『Cocohana』2021年1月号 - 4月号、ISBN 978-4-08-844484-0
  7. 2021年8月25日発売[12]、『Cocohana』2021年5月号 - 8月号、ISBN 978-4-08-844519-9
  8. 2021年12月24日発売[13]、『Cocohana』2021年9月号 - 12月号[2][3]、ISBN 978-4-08-844563-2
- 中原アヤ『狼に鈴』第1巻（おとななじみ番外編収録）（2022年4月25日発売）[14]、集英社〈マーガレットコミックス〉、ISBN 978-4-08-844643-1

## 映画
2023年5月12日に公開された。監督は高橋洋人、脚本は吉田恵里香。主演は井上瑞稀（HiHi Jets / ジャニーズJr.）と久間田琳加。井上は映画初主演となる。

### キャスト

#### 主要人物
青山春（あおやま はる） / ハル〈24〉
演 - 井上瑞稀（HiHi Jets / ジャニーズJr.）（幼少期：高木波瑠）
純粋で優しいが恋愛には鈍感な「超残念男子」。楓とは4歳の時から隣に住む幼なじみ同士。
生前の楓の母親との約束を頑なに守り、楓に何かあれば騎士となって守ろうとする。
加賀屋楓（かがや かえで）〈24〉
演 - 久間田琳加
ハルのことを20年間一途に想い続けているが､気持ちが上手く伝わらない。
ハルの面倒を細やかに見すぎてしまい「オカン系女子」となる。
蓮見伊織（はすみ いおり）〈24〉
演 - 萩原利久（小学生時：齋藤潤）
コンサルタント会社勤務。帰国子女で勉強も仕事もできる「超完璧クール男子」。
ずっと楓へ思いを寄せる一途な一面を持つ。
小戸森美桜（こともり みお）〈24〉
演 - 浅川梨奈
バリキャリのデザイナー。ハルと楓のじれったい関係に気を揉みながらも親身になる「モテアネゴ系女子」。

#### ハルの関係者
立花恵（たちばな めぐみ）
演 - 岡本夏美
ハルの元同僚。可愛らしい外見の高レベルの「あざと系女子」。

#### 楓の関係者
加賀屋香織（かがや かおり）
演 - 菊池亜希子
楓の母。楓が高校の頃に病気で亡くなる。楓の幸せを一番に願っていた。
荻窪美代子（おぎくぼ みよこ）
演 - 宍戸美和公
楓の上司。目黒の後任のエリアマネージャー。生真面目で仕事に厳しいが、楓に対する評価は高い。
目黒智弘（めぐろ ともひろ）
演 - 村上健志（フルーツポンチ）
楓が働く弁当屋のエリアマネージャー。既婚者であることを隠して楓にアプローチする。
目黒みちこ（めぐろ みちこ）
演 - 横澤夏子
智弘の妻。夫が楓と一緒にいるのを目撃し、楓が夫をたぶらかしたと一方的に疑う。

#### その他
蝶子（ちょうこ）
演 - アンミカ
ハルたち4人のたまり場のカフェの店主。ハルたちの恋愛アドバイザーでもある。
トメ
演 - 松金よね子
蝶子のカフェの常連。実は仕事の面などで別の顔を持っている。
アパートの住人
演 - 二階堂高嗣 （Kis-My-Ft2）
ハルと楓の住むアパートの隣人。

### スタッフ
- 原作 - 中原アヤ『おとななじみ』（集英社マーガレットコミックス刊）
- 監督 - 高橋洋人
- 脚本 - 吉田恵里香
- 音楽 - ノグチリョウ
- 主題歌 - Kis-My-Ft2「Sweet Melody」（MENT RECORDING）[22]
- 製作 - 柳迫成彦、與田尚志
- エグゼクティブプロデューサー - 谷口毅志
- プロデューサー - 峠本悠悟、谷鹿夏希
- 撮影 - 古長真也
- 照明 - 鳥羽宏文
- 録音 - 高須賀健吾
- 美術 - 長谷川功
- 装飾 - 大谷直樹
- 編集 - 伊藤潤一
- 音楽プロデューサー - 茂木英興
- 音響効果 - 壁谷貴弘
- 記録 - 加賀見佳子
- スタイリスト - 渡邊奈央
- ヘアメイク - 加藤まり子
- 助監督 - 大黒友也
- 制作担当 - 小川勝美
- 配給 - 東映
- 制作プロダクション - オフィスクレッシェンド
- 製作 -「おとななじみ」製作委員会（東映、東映ビデオ）

## ノベライズ
2023年4月19日に映画の脚本を元にした、泉サリによる書き下ろし小説『映画ノベライズ おとななじみ』が刊行された。

### 書誌情報（ノベライズ）
- 泉サリ（著）・中原アヤ（原作）・吉田恵里香（脚本）、集英社〈集英社オレンジ文庫〉、 2023年4月19日発売[24]、ISBN 978-4-08-680500-1